# Saison 4 de Charmed (2018)
Cet article présente la saison 4 de la série télévisée Charmed.

## Distribution[1]
- Melonie Diaz (Melanie "Mel" Vera)
- Sarah Jeffery (Maggie Vera)
- Lucy Barrett (Mickaëla "Kaela" Danso)
- Jordan Donica (Jordan Chase)
- Rupert Evans (Harry Greenwood)
- Jessica Hayles (Sunny)
- Shi Ne Nielson (Roxie)
- Jason Simpson II (Duncan)
- Kapil Talwalkar (Dev Banerjee)
- Micharl P. Northey (Troll)
- Bethany Brown (Ruby Malone)

## Épisodes
La saison comprend 13 épisodes,.